# Сосне (гміна)
Гміна Сосне (пол. Gmina Sośnie) — сільська гміна у північно-західній Польщі. Належить до Островського повіту Великопольського воєводства.
Станом на 31 грудня 2011 у гміні проживало 6572 особи.

## Територія
Згідно з даними за 2007 рік площа гміни становила 187.46 км², у тому числі:
- орні землі: 40.00%
- ліси: 52.00%

Таким чином, площа гміни становить 16.15% площі повіту.

## Населення
Станом на 31 грудня 2011:
| Опис     | Загалом | Загалом | Чоловіки | Чоловіки | Жінки | Жінки |
| -------- | ------- | ------- | -------- | -------- | ----- | ----- |
| одиниця  | осіб    | %       | осіб     | %        | осіб  | %     |
| все      | 6572    | 100     | 3329     | 50.65    | 3243  | 49.35 |
| міське   | 0       | 100     | 0        |          | 0     |       |
| сільське | 6572    | 100     | 3329     | 50.65    | 3243  | 49.35 |

## Сусідні гміни
Гміна Сосне межує з такими гмінами: Кобиля Ґура, Крошніце, М'єндзибуж, Мілич, Одолянув, Остшешув, Пшиґодзіце, Твардоґура.